# 德米特里·罗戈津
德米特里·奥列戈维奇·罗戈津（羅馬化：Dmitry Olegovich Rogozin；1963年12月21日—），俄罗斯政治人物，前任俄羅斯航太总裁。他曾在2011年底至2018年担任俄罗斯联邦副总理，负责国防和航天工业事务。2008年至2011年任俄罗斯联邦驻布鲁塞尔北大西洋公约组织常任代表。他曾参与创办因其极右翼和极端民族主义意识形态而受争议的俄罗斯祖国党。

## 简历
1963年出生于莫斯科。1986年毕业于莫斯科国立大学，获得新闻学学位，1988年毕业于苏共莫斯科市委员会马克思-列宁主义大学经济系。
1994年至1997年，担任俄罗斯公社国际大会（政党）执行委员会主席。1997年至2007年历任俄罗斯联邦委员会国家杜马三届代表，安全委员会副主席，国际事务委员会主席，欧洲理事会议会上俄罗斯联邦委员会代表团团长，全俄政党“祖国”领导人，国家杜马副主席。
2002年至2004年期间，担任加里宁格勒州俄罗斯联邦总统特别代表。2008年至2011年，担任俄罗斯联邦驻布鲁塞尔北大西洋公约组织常任代表。2009年4月获特命全权大使职衔。自2011年2月起出任俄罗斯联邦同北大西洋公约组织就反导防御领域的总统特别代表。
2018年5月就任国有企业俄羅斯航太总裁。
2022年7月遭免除俄羅斯航太總裁職位。
後羅戈津自稱成為親俄民兵組織“沙皇之狼”的領導人，參與2022年俄羅斯入侵烏克蘭。2022年12月21日，正在俄占顿内次克举行生日宴会的罗戈津遭乌克兰武装部队以精确制导炮弹炸伤。有报道称罗戈津的阴茎遭弹片击中并可能需要切除。

## 言论与争议
参与和创办争议性政治团体
21世纪初，罗戈津参与创办了极右翼和极端民族主义的俄罗斯祖国党，并成为全俄第二大党。罗戈津的一些争议政策最终导致该党2005年被禁止参与莫斯科市议会选举，因为该党使用了被认为是沙文主义的口号“让我们清理垃圾！”
而在此之外，罗戈津参与过新纳粹政党“俄罗斯民族团结”（RNE）等的活动，还当众行纳粹礼。
北约
2008年，他被任命为俄罗斯联邦常驻北约代表。在北约问题方面，他极力反对乌克兰和格鲁吉亚的加入。他声称，“组织者不会邀请这些臭名昭著的破产政权加入北约......更重要的是，这会使他们（上述两国）与俄罗斯的重要伙伴关系受到威胁”。当然，他的言论遭到一些乌克兰和格鲁吉亚官员的批评。乌克兰外交部长弗拉基米尔·奥格雷兹科评论说，“我不把他的话当回事。”
麥當娜
2012年8月，在俄罗斯圣彼得堡举办演唱会的美国流行天后麥當娜高调支持同性恋者。罗戈津在推特上将麦当娜斥为“退休妓女”。他说：“每个妓女退休后，都会想对其他人进行道德说教。要么摘掉你的十字架，要么穿上你的内裤。”
两天后，罗戈津对媒体表示，自己并没有“辱骂”麦当娜，并称并未拼出“妓女”一词，只是用了一个俄文字母，这个字母“不一定代表妓女，也可代表圣母、舞女等”。罗戈津还讽刺说，“有人立即联想到所谓的‘圣母’麦当娜，而我根本没提到她哪怕一个字”。有网友评论称，这番话与其说是在“澄清”，不如说是在“带脏字不点名”斥责麦当娜后，又“点名但不带脏字”地把她斥责了一回。
克里米亚危机与国际制裁：“我们在国外没账户”
在2014年3月16日克里米亞歸屬公投后，俄罗斯多名政要被美国列入“制裁名单”，罗戈津也位列其中。奥巴马政府冻结了他在美国的资产，并禁止他进入该国。对此，罗戈津反而嘲讽说：“奥巴马同志，对于在国外既没有财产又没有账户的俄罗斯官员，你将如何制裁呢？或者你根本没有想到过这个问题。”4月29日，他还威胁说，美国前一天对俄发起的新一轮制裁，可能会影响派驻国际空间站的美国航天员。他还在推特上建议美国“用蹦床将航天员送往国际空间站”。
罗马尼亚：“下次会搭乘一架图-160轰炸机来”
2014年5月8日，罗戈津出访摩尔多瓦首都基希讷乌时，在推特上发文炫耀说，自己虽然在克里米亚公投后被乌克兰禁飞，但照样可以取道保加利亚和罗马尼亚平安抵达目的地。然而两天后的5月10日，羅馬尼亞也宣布拒绝罗戈津的飞机进入其领空。为此，罗戈津再次发了两篇推文，威胁说下次会搭乘一架圖-160轟炸機来。5月11日，罗戈津再次在社交媒体上爆料说，他已带回了德涅斯特河沿岸共和国居民申请加入俄罗斯联邦请愿书的箱子。
2017年7月28日，罗戈津乘坐西伯利亚航空波音737定期航班客机，准备前往基希讷乌访问摩尔多瓦总统伊戈尔·多东，但罗马尼亚政府再次拒绝允许该飞机进入其领空，理由是飞机上有“受制裁的人员”。飞机在匈牙利领空盘旋等待数周后，也没能等到匈牙利的降落权限，最后飞机掉头备降白俄罗斯首都明斯克机场。这架客机后来又飞往了基希讷乌，但罗戈津不在上面。他在推特上写道：“罗马尼亚当局让乘坐班机的旅客面临危险，包括妇女和儿童。当时这架班机的油料仅够飞到明斯克。你们这群败类，等着瞧。”由于上述的挑衅行为，8月2日，他被摩爾多瓦列为“不受歡迎人物”。
南千島群島爭議：“他们应该切腹”
2015年8月22日，梅德韦杰夫登上了俄日争议岛屿南千岛群岛（日本称北方四岛）中的择捉岛视察，引发日本的不满和外交抗议。罗戈津则语出惊人：“如果他们是真男人，他们就该遵循传统切腹自尽，那样一切都将归于平静。而现在，他们只是在继续制造噪音。”对此，外务大臣岸田文雄当天上午在内阁会议后对媒体记者说：“不对非建设性言论发表评论。”内阁官房长官菅义伟在例行记者会上表示，罗戈津的言论“令人惊讶”，“（我）不对非建设性言论予以置评”。
液体呼吸技术
2017年12月，罗戈津向访问莫斯科的塞尔维亚总统武契奇展示了俄罗斯的液体呼吸技术：一只达克斯猎犬被放入无氮液体罐中，几分钟后猎犬习惯了新环境并开始正常呼吸。尽管猎犬受到了惊吓，但似乎并没有任何身体上的不适。当俄罗斯电视台把这段视频播出之后，许多动物保护者对罗戈津展开批评，指责他神情轻松地观看如此残暴的实验。

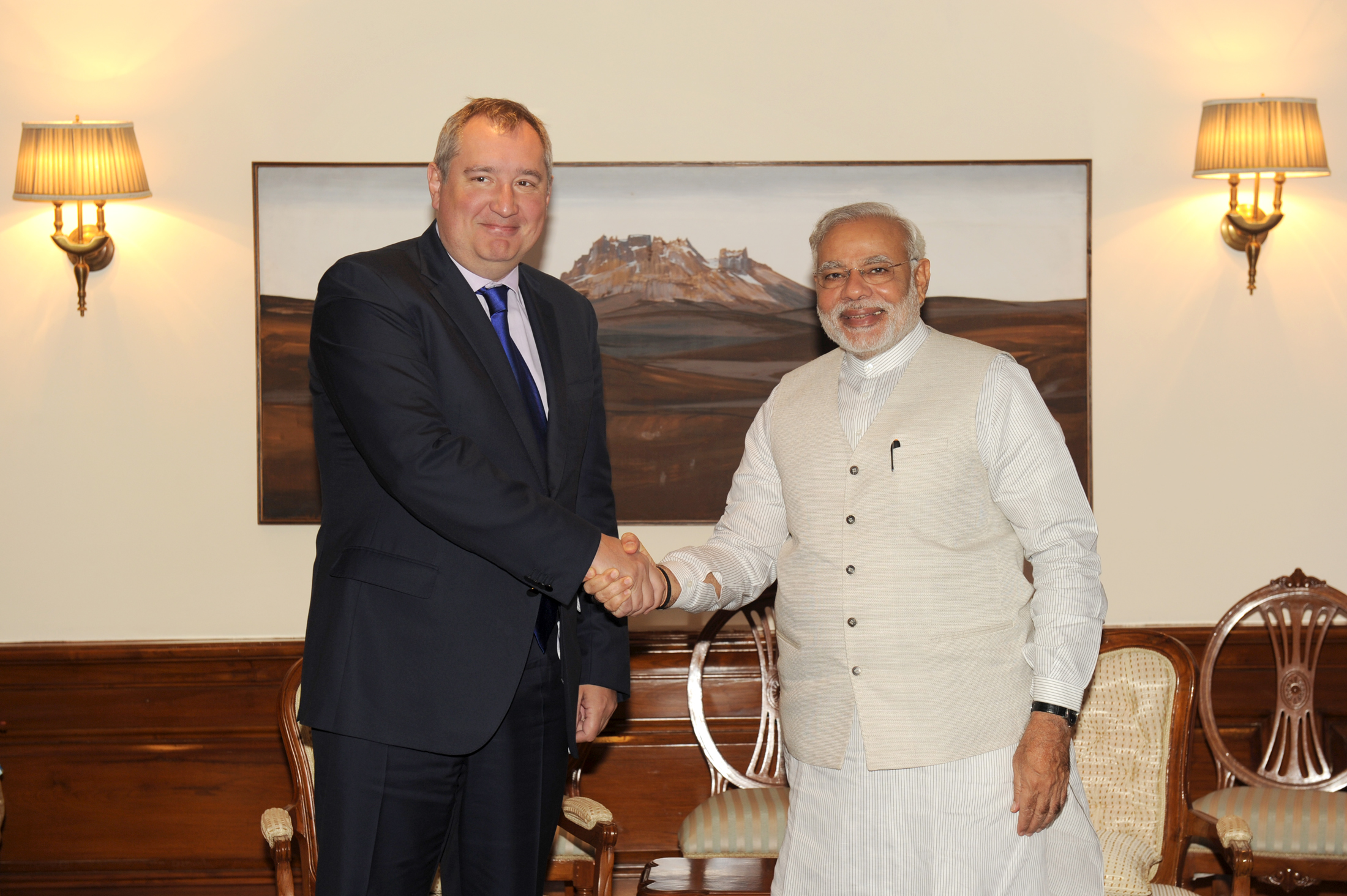
2014年11月5日，罗戈津与纳伦德拉·莫迪在印度新德里会晤

## 轶事
2014年6月，罗戈津在视察一辆T-90主戰坦克的时候，钻入了驾驶席，却因为身材太胖被卡住而无法钻出。在技术人员拆掉部分设备后才成功脱身。
2022年12月21日，羅戈津一行人在烏克蘭俄佔區遭烏軍襲擊，羅氏陰莖遭切片。因此華語區網民為他起了「羅割雞」一綽號。